# Grand Hotel Bastiani
Il Grand Hotel Bastiani è una struttura alberghiera situata all'interno di un palazzo monumentale del centro storico della città italiana di Grosseto.

## Storia
Il monumentale albergo venne fondato da Alfredo e Anita Bastiani come principale struttura ricettiva della città, lungo la via Manin che conduceva direttamente alla piazza del Duomo, dirimpetto alla cattedrale. L'edificio fu costruito tra il 1910 e il 1912, su progetto dell'architetto Vittorio Mariani, con lavori eseguiti dalla ditta Ginanneschi e Anatrini e direzione dei lavori di Efisio Bellucci. L'albergo, dotato anche di ristorante e sala da ballo, venne inaugurato nel maggio 1912.
Nel 1927 l'edificio venne ampliato sul lato di via Fabio Filzi, su progetto dell'ingegnere romano Ferruccio Viviani.
Divenuto il primo Grand Hotel di Grosseto, ritrovo dell'alta borghesia cittadina, andò incontro a un forte declino nel corso degli anni settanta, che portò a una temporanea chiusura. Fu ristrutturato nel corso degli anni ottanta e inaugurato nuovamente il 27 luglio 1987, dopo aver ridotto i propri spazi, eliminato il ristorante e ceduto parte della struttura a un istituto bancario.
Dopo un periodo di chiusura dovuto al Covid, è stato riaperto nel 2024 sempre da una famiglia grossetana.

## Descrizione
Il palazzo del Grand Hotel Bastiani si presenta in uno stile eclettico di gusto neorinascimentale e si articola su quattro livelli, con la facciata principale all'angolo rivolta su via Manin e la facciata laterale sinistra su via Mazzini, ad angolo su piazza Gioberti nell'area interna di Porta Corsica; su entrambi i prospetti sono presenti porte di accesso all'edificio.
Il pian terreno delle due facciate è caratterizzato dalla presenza di ampie finestre e dei portali d'ingresso, che si presentano ad arco ribassato. Il portale d'ingresso centrale lungo il prospetto di via Manin è sovrastato da un caratteristico balcone che poggia su due mensole laterali sporgenti, mentre il portale situato sul lato sinistro di tale prospetto e quello che si apre lungo la facciata di via Mazzini sono coperti da una tettoia angolare, sulla quale sono collocate le insegne della struttura alberghiera. Il paramento murario del pian terreno risulta interamente rivestito in bugnato.
I piani superiori del fabbricato presentano pareti esterne rivestite in intonaco, a parte i conci squadrati di pietra che decorano gli angoli tra una facciata e l'altra. Sono presenti cordonature continue, una doppia che divide il pian terreno dal piano soprastante ed una singola che separa tra loro i due ultimi livelli superiori. La facciata che guarda verso via Mazzini presenta su tutti e tre i livelli superiori finestre di forma rettangolare architravate con apertura a persiana, tipo di infisso che caratterizza anche le finestre che si affacciano su via Manin. In quest'ultima facciata, le finestre dell'ultimo livello superiore mantengono gli stessi elementi stilistici di quelli che caratterizzano l'altra facciata, mentre al primo e al secondo piano l'architrave che delimita in alto ogni finestra è sormontato rispettivamente da un caratteristico timpano triangolare e da un coronamento semicircolare, poggianti su due mensolette verticali che, a loro volta, trovano appoggio alle estremità laterali di ogni architrave. In ciascuna nicchia compresa tra l'architrave e l'elemento architettonico soprastante è collocata una piccola scultura di testa di animale.
Il tetto di copertura si presenta a quattro spioventi di lieve pendenza, oltre il quale si eleva, sul lato di via Mazzini una piccola torre a sezione quadrata, con asse non parallelo rispetto alle facciate.